# 2008-as U19-es Ázsia-bajnokság
A 2008-as U19-es Ázsia-bajnokságot 35. alkalommal rendezte meg az Ázsiai Labdarúgó-szövetség korosztályos labdarúgók számára október 31. és november 14. között a szaúdi Dammam és Khobar keleti tartományokban.

## Selejtezők
- 2008-as AFC Ifjúsági bajnokság (selejtezők)

## Sorsolás
| 1. kalap                                     | 2. kalap                                            | 3. kalap                                                    | 4. kalap                                 |
| -------------------------------------------- | --------------------------------------------------- | ----------------------------------------------------------- | ---------------------------------------- |
| Észak-Korea · Japán · Dél-Korea · Jordánia · | Kína · Irak · Szaúd-Arábia (rendező) · Ausztrália · | Irán · Thaiföld · Egyesült Arab Emírségek · Tádzsikisztán · | Szíria · Üzbegisztán · Jemen · Libanon · |

A sorsolást 2008. április 6-án tartották Dammamban

## Csoportmérkőzések
Helyi idő szerint (UTC+3)

### A csoport
| Team         | Pts | Pld | W | D | L | GF | GA | GD  |
| ------------ | --- | --- | - | - | - | -- | -- | --- |
| Japán        | 7   | 3   | 2 | 1 | 0 | 10 | 3  | +7  |
| Szaúd-Arábia | 7   | 3   | 2 | 1 | 0 | 7  | 3  | +4  |
| Irán         | 3   | 3   | 1 | 0 | 2 | 5  | 6  | -1  |
| Jemen        | 0   | 3   | 0 | 0 | 3 | 1  | 11 | -10 |

### B csoport
| Team                    | Pts | Pld | W | D | L | GF | GA | GD |
| ----------------------- | --- | --- | - | - | - | -- | -- | -- |
| Egyesült Arab Emírségek | 9   | 3   | 3 | 0 | 0 | 6  | 2  | +4 |
| Dél-Korea               | 6   | 3   | 2 | 0 | 1 | 4  | 2  | +2 |
| Irak                    | 3   | 3   | 1 | 0 | 2 | 3  | 5  | -2 |
| Szíria                  | 0   | 3   | 0 | 0 | 3 | 1  | 5  | -4 |

### C csoport
| Team          | Pts | Pld | W | D | L | GF | GA | GD  |
| ------------- | --- | --- | - | - | - | -- | -- | --- |
| Kína          | 7   | 3   | 2 | 1 | 0 | 9  | 1  | +8  |
| Észak-Korea   | 5   | 3   | 1 | 2 | 0 | 5  | 1  | +4  |
| Tádzsikisztán | 4   | 3   | 1 | 1 | 1 | 6  | 8  | -2  |
| Libanon       | 0   | 3   | 0 | 0 | 3 | 2  | 12 | -10 |

### D csoport
| Team        | Pts | Pld | W | D | L | GF | GA | GD |
| ----------- | --- | --- | - | - | - | -- | -- | -- |
| Ausztrália  | 7   | 3   | 2 | 1 | 0 | 4  | 2  | +2 |
| Üzbegisztán | 7   | 3   | 2 | 1 | 0 | 3  | 1  | +2 |
| Thaiföld    | 3   | 3   | 1 | 0 | 2 | 3  | 4  | -1 |
| Jordánia    | 0   | 3   | 0 | 0 | 3 | 3  | 6  | -3 |

## Egyenes kieséses szakasz
|  |                      |                |                       |                       |   |                |                       |           |  |  |       |       |       |
|  | Negyeddöntők         | Negyeddöntők   | Negyeddöntők          |                       |   | Elődöntők      | Elődöntők             | Elődöntők |  |  | Döntő | Döntő | Döntő |
|  | Negyeddöntők         | Negyeddöntők   | Negyeddöntők          |                       |   | Elődöntők      | Elődöntők             | Elődöntők |  |  | Döntő | Döntő | Döntő |
|  | november 8. – Dammam |                |                       |                       |   |                |                       |           |  |  |       |       |       |
|  |                      |                |                       |                       |   |                |                       |           |  |  |       |       |       |
|  | Japán                | Japán          | 0                     |                       |   |                |                       |           |  |  |       |       |       |
|  | Japán                | Japán          | 0                     | november 11. – Dammam |   |                |                       |           |  |  |       |       |       |
|  | Dél-Korea            | Dél-Korea      | 3                     |                       |   |                |                       |           |  |  |       |       |       |
|  | Dél-Korea            | Dél-Korea      | 3                     |                       |   | Dél-Korea      | Dél-Korea             | 0         |  |  |       |       |       |
|  | november 8. – Khobar |                |                       |                       |   | Dél-Korea      | Dél-Korea             | 0         |  |  |       |       |       |
|  |                      |                | Üzbegisztán           | Üzbegisztán           | 1 |                |                       |           |  |  |       |       |       |
|  | Kína                 | Kína           | Üzbegisztán           | Üzbegisztán           | 1 | 0 (3)          |                       |           |  |  |       |       |       |
|  | Kína                 | Kína           |                       |                       |   | 0 (3)          | november 14. – Dammam |           |  |  |       |       |       |
|  | Üzbegisztán          | Üzbegisztán    | 0 (4)                 |                       |   |                |                       |           |  |  |       |       |       |
|  | Üzbegisztán          | Üzbegisztán    | 0 (4)                 |                       |   | Üzbegisztán    | Üzbegisztán           | 1         |  |  |       |       |       |
|  | november 8. – Dammam |                |                       |                       |   | Üzbegisztán    | Üzbegisztán           | 1         |  |  |       |       |       |
|  |                      |                | Arab Emírségek        | Arab Emírségek        | 2 |                |                       |           |  |  |       |       |       |
|  | Arab Emírségek       | Arab Emírségek | Arab Emírségek        | Arab Emírségek        | 2 | 1              |                       |           |  |  |       |       |       |
|  | Arab Emírségek       | Arab Emírségek | november 11. – Dammam |                       |   | 1              |                       |           |  |  |       |       |       |
|  | Szaúd-Arábia         | Szaúd-Arábia   | 0                     |                       |   |                |                       |           |  |  |       |       |       |
|  | Szaúd-Arábia         | Szaúd-Arábia   | 0                     |                       |   | Arab Emírségek | Arab Emírségek        | 3         |  |  |       |       |       |
|  | november 8. – Khobar |                |                       |                       |   | Arab Emírségek | Arab Emírségek        | 3         |  |  |       |       |       |
|  |                      |                | Ausztrália            | Ausztrália            | 0 |                |                       |           |  |  |       |       |       |
|  | Ausztrália           | Ausztrália     | Ausztrália            | Ausztrália            | 0 | 2              |                       |           |  |  |       |       |       |
|  | Ausztrália           | Ausztrália     |                       |                       |   |                |                       |           |  |  |       |       |       |
|  | Észak-Korea          | Észak-Korea    | 1                     |                       |   |                |                       |           |  |  |       |       |       |
|  | Észak-Korea          | Észak-Korea    | 1                     |                       |   |                |                       |           |  |  |       |       |       |
|  |                      |                |                       |                       |   |                |                       |           |  |  |       |       |       |

## Díjak
| 2008-as U19-es Ázsia-kupa bajnoka: |
| ---------------------------------- |
| ARAB EMÍRSÉGEK 1. cím              |

| Legértékesebb játékos | Gólkirály                  | Fair Play-díj |
| --------------------- | -------------------------- | ------------- |
| Áhmed Hálíl           | Áhmed Hálíl Kenszuke Nagai |               |

## Góllövők
| 4 gól - Kensuke Nagai - Ahmed Khalil 3 gól - Zhou Liao - Irak Ali Oudah - Kota Mizunuma - Tádzsikisztán Samad Shohzukhurov 2 gól - Üzbegisztán Sherzodbek Karimov - Mitch Nichols - Nawaf Al-Abid - Abdulrahim Jezawi - Irán Ehsan Hajsafi - Irán Iman Mousavi - Észak-Korea An Il-Bom - Mohamed Fawzi - Hamdan Ismaeel 1 gól - Milos Lujic - Sebastian Ryall - Sam Munro - Tahj Minniecon - Cao Yunding - Hui Jiakang - Piao Cheng - Tan Yang - Zhang Yuan | - Irán Jalaleddin Ali-Mohammadi - Kosuke Yamamoto - Jun Suzuki - Hiroki Miyazawa - Abdel Amer - Yaser Rawashdeh - Zaid Khalil - Yu Ji-No - Choi Jung-Han - Cho Young-Cheol - Kim Young-Gwon - Kim Dong-Sub - Kim Bo-Kyung - Moon Ki-Han - Mohammed Abusabaan - Omar Khudari - Mohammed Al-Qarni - Libanon Kassem Mannaa - Libanon Ahmad Zreik - Észak-Korea Jo Jong-Chol - Észak-Korea Ri Szangcshol - Észak-Korea Ri Hyong-Mu - Észak-Korea Myong Cha-Hyon - Szíria Omar Al-Suma - Tádzsikisztán Davrondzhon Tukhtasunov - Tádzsikisztán Farkhod Tokhirov - Tádzsikisztán Farkhod Vasiev | - Yodrak Namueangrak - Anusorn Srichaloung - Attapong Nooprom - Theiab Awana - Rashed Essa - Habib Fardan - Abdulaziz Hussain - Üzbegisztán Davron Mirzaev - Üzbegisztán Fozil Musaev - Üzbegisztán Kenja Turaev - Jemen Abdullah Mousa Öngól - Tádzsikisztán Farkhod Vasiev (1) (for China) |

## Továbbjutók
Az első négy csapat kijutott a 2009-es U20-as labdarúgó-világbajnokságra.
- Egyesült Arab Emírségek
- Üzbegisztán
- Ausztrália
- Dél-Korea

## Lásd még
- 2009-es U20-as labdarúgó-világbajnokság
- 2008-as U19-es labdarúgó-Európa-bajnokság

## Külső hivatkozások
- Részletek a szövetség hivatalos oldaláról (AFC.com)